# 沙益·查化·哈斯奈·再迪
沙益·查化·哈斯奈·再迪（1939年3月4日—2001年1月7日）是一名巴基斯坦的科学家和教授，什葉派穆斯林。他在巴基斯坦引入了蛋白质化学的概念。他曾担任巴基斯坦卡拉奇大学副校长。他曾两次被巴基斯坦政府授予勋章，以表彰他对巴基斯坦科学研究的贡献，1989年被授予Tamgha-e-Imtiaz奖，1995年被授予Sitar-e-Imtiaz奖。他还因其在科学方面的研究而于1992年被伊朗政府授予Khwarizmi国际奖。